# Golden Sun (jeu vidéo)

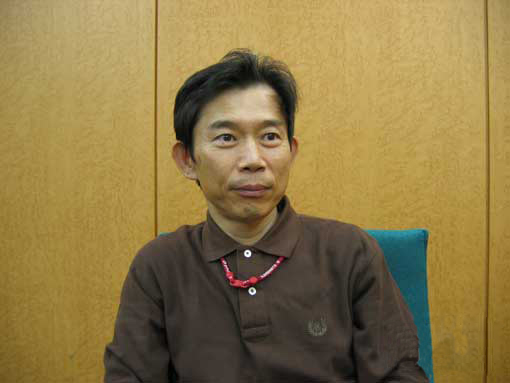
Hiroyuki Takahashi tient les rôles de scénariste, planner et producteur sur le projet.

 (décembre 2018).
Si vous disposez d'ouvrages ou d'articles de référence ou si vous connaissez des sites web de qualité traitant du thème abordé ici, merci de compléter l'article en donnant les références utiles à sa vérifiabilité et en les liant à la section « Notes et références ».
Golden Sun (黄金の太陽 開かれし封印, Ōgon no Taiyō Hirakareshi Fūin) est un jeu vidéo sorti en 2001 sur Game Boy Advance. Il s'agit du premier épisode de la série de jeux de rôle Golden Sun.

## Trame

### Histoire
Dans le monde de Weyard régnait un pouvoir omniprésent nommé Alchimie. La force de l'Alchimie était telle que tous les habitants de Weyard disposaient de capacités magiques élémentaires formidables, nommées Psynergie. Grâce à ces pouvoirs, les hommes bâtirent des cités merveilleuses et inventèrent des machines grandioses, et cette époque porta le nom d'Âge d'Or. Cependant, les hommes finirent par utiliser ce pouvoir à des fins plus sombres, et il y eut une guerre qui aurait précipité Weyard dans les Abysses si un groupe de sages n'avait pas emprisonné l'Alchimie dans quatre phares, grâce à quatre étoiles élémentaires distinctes, une pour chaque élément. Ces étoiles, clefs du sceau qui réprime l'Alchimie, furent gardées en sécurité dans le Temple de Sol, creusé à même le Mont Alpha. Au pied du mont se situe un village nommé Val, dont les habitants les plus sages ont été les gardiens du sceau de l'Alchimie pendant des millénaires. Plus le temps passa et plus les hommes oublièrent comment utiliser la Psynergie même jusqu'à en oublier son existence à part certains peuples encore aptes à utiliser l'alchimie comme les habitants du village de Val.
Mais un jour le sceau fut brisé et les quatre étoiles volées par des êtres voulant allumer les 4 phares élémentaires afin de déchaîner le pouvoir de l'Alchimie, et ainsi — en apparence — régner sur le monde. Cependant deux jeunes villageois, Vlad et Garet, rendus responsables de ce désastre, partent à l'aventure pour récupérer les étoiles volées et empêcher les phares élémentaires d'être réactivés. Durant leur quête, ils utiliseront leur Psynergie (une force provenant de la concentration de l'esprit et liée à une puissance élémentaire particulière, qui peut servir à beaucoup de choses comme soulever, creuser, attraper…) et seront aidés par les Djinns (des petits êtres représentant chacun un des éléments et permettant, lorsqu'ils sont réunis, d'invoquer des puissances supérieures. Ce sont les gardiens des étoiles élémentaires et ils ont été libérés lorsque le sceau du Temple de Sol fut détruit). Durant leur quête, ils seront rejoints par deux autres personnages voulant eux aussi rétablir le calme dans le monde : Ivan et Sofia.
Alors qu'ils avancent dans leur quête, ils rencontrent Babi, le dirigeant de Tolbi et le sauvent d'une mort certaine. En guise de remerciement, Babi invite Vlad à participer aux finales du Colysée, qu'il gagne avant de s'évanouir de fatigue après le dernier combat. Babi explique ensuite au groupe que Lémuria est une ville antique où le temps est ralenti. Il leur demande d'y aller pour lui et après quoi, Vlad prend la Balle d'Ombre de Babi, afin de pouvoir trouver Hammet à Lunpa. Cependant, Dodonpa, qui dirige la ville, extorque Kalay en le retenant en otage. Malgré tout, Vlad et ses amis parviennent à vaincre la créature de Dodonpa qui lui est emprisonné par son père, Donpa. Alors qu'ils s'échappent, le groupe tombe sur une connaissance à Hammet : Bunza. Ce dernier les aide à s'échapper, emmène Hammet à un endroit secret et Vlad et ses compagnons à Kalay. Une fois les retrouvailles terminées, ils avancent dans le désert de Suhalla, réputé pour ses cyclones qui renvoient n'importe qui à Suhalla. Alors qu'ils arrivent à Lalivero, ils découvrent que Cylia a été emmenée avec Pavel et les autres.
Parvenus à entrer dans le Phare de Babi, puis dans le Phare de Vénus, le groupe de Vlad affronte le duo de Mars au sommet, mais parvient à les vaincre et les 2 membres du Clan du Feu du Nord (Prox) meurent en tombant dans le trou du phare. Alors que le Phare est coupé en 2, Cylia chute du Phare et Pavel se jette pour tenter de la sauver.
N'ayant pas trouvé Lina et les autres, Vlad et ses amis continuent leurs aventures...
Post-credits : Lina, Thélos et Alex découvrent qu'à la suite de leur chute, Pavel et Cylia ont survécu... A suivre dans Golden Sun : l'Âge Perdu.

### Personnages
Le joueur incarne cinq personnages :
- Vlad, le héros principal, affilié à la terre. Dans la tradition du RPG japonais, il se présente comme le héros aux caractéristiques élevées et équilibrés entre elles : ce personnage frappe fort, est rapide, a un bon niveau en psynergie et saura encaisser certaines vilaines attaques ennemies. Sa Psynergie Ragnarok, puis son évolution Odyssée dans Golden Sun 2, est l'une des plus puissantes et impressionnantes du jeu ;
- Garet, l'ami d'enfance de Vlad, affilié au feu. Il est au combat ce qu'on peut appeler un Tank. Les psynergies ne sont pas vraiment son point fort à cause de ses faibles capacités psychiques et il a une vitesse médiocre. En contrepartie, il a une force brute impressionnante, un panel d'armes redoutable, une résistance aux coups et une endurance à toute épreuve ;
- Lina, l'amie d'enfance de Vlad et Garet habitant Val, affiliée au feu. On ne l'incarne qu'un bref moment au début du jeu ;
- Ivan, doué de pouvoirs télépathiques, affilié à l'air. Le plus jeune membre du groupe et aussi le plus fragile. En effet, il aura du mal à encaisser un vrai coup s'il n'a pas un soutien adéquat. Mais ses psynergies sont dévastatrices à haut niveau et il peut aussi bien tenir un rôle de guerrier psychique que d'ennuyeur avec diverses psynergies et Djiins qui ont chacun des effets variés et intéressants ;
- Sofia, dotée de pouvoirs curatifs, affiliée à l'eau. Ses capacités de combat sont légèrement supérieures à celles de Ivan mais ne tiendra de toute façon pas un rôle offensif. Elle soigne vos alliés en annulant leur souci de santé ou en leur rendant des PV avec ses pouvoirs curatifs supérieurs.

Ils affronteront durant leur quête d'autres personnages essayant de restaurer le pouvoir de l'alchimie. Phoenixia (Menardi) et Salamandar (Saturos), qui ont brisé le sceau de l'alchimie et sont poursuivis par Vlad et ses compagnons. Ils viennent du « Clan du Feu du Nord », à Prox donc affiliés à Mars (le feu) et sont redoutables. Leur collaboration est impressionnante et on sait qu'ils font à eux deux tout le travail de nettoyage, les empêchant de tourner en rond.
Pavel, le frère de Lina ayant disparu trois ans avant les événements, pendant une tempête qui provoqua un éboulement que les habitants de Val avaient cru fatal à Pavel. Il fut en réalité sauvé par Phoenixia et Salamandar. Il leur apporta son aide pour les remercier, et est associé à la terre. Son apparence est diamétralement opposé à celle de Vlad. c'est aussi le héros de Golden Sun II (bizarrement sa cape est verte dans  le premier épisode, et bleue dans le second).
Alex est un électron libre, affilié à l'eau. Il apparait au long du jeu comme allié de Salamandar mais suit en réalité des buts qui lui sont propres. Traître, il dispose de mystérieux pouvoirs comme la lévitation ou la téléportation. Il aide ses alliés de son mieux, mais son rôle dans l'histoire est mystérieux, personne ne sait quel est son objectif principal et il serait prêt à tout pour le réussir. À ce jour, il reste le personnage dont on sait le moins de chose dans le jeu de Golden Sun, mais on devine aisément qu'il est très puissant. C'est le cousin de Sofia.

## Système de jeu

### Généralités
Ce RPG est très vieille école. Il est possible de démarrer le jeu sans avoir lu une ligne du manuel. Le jeu distingue trois phases : exploration des villes et donjons, exploration du monde et combat.
- Exploration des villes et donjons :

Vous vous déplacez avec la croix directionnelle, parlez aux gens et examinez des objets avec A. En maintenant B, vous courez. Vous pouvez utiliser certaines Psynergies ou objets avec le bouton Select et ainsi lire dans les esprits, déplacer des troncs d'arbre ou geler des flaques d'eau. En donjon, vous pouvez rencontrer des ennemis à tout moment 
- Exploration du monde :

La carte et le point de vue changent, mais de la même façon qu'en donjon, vous marchez ou courez et pouvez rencontrer des ennemis n'importe quand. Il est aussi possible d'utiliser des sort de Psynergie pour limiter les rencontres avec les monstres.
- Combat :

Le ou les ennemis et vos personnages apparaissent à l'écran. Le joueur peut tenter de fuir, ou combattre pendant un tour. Dans ce dernier cas, le joueur doit commencer par choisir et assigner un ordre à chaque personnage étant en état de se battre. Quelquefois il est possible d'assigner plusieurs ordres à un personnage. L'ensemble des ordres proposés au joueur dépend du personnage et de son état. Outre "se défendre" ou "attaquer une cible (à choisir) avec l'arme équipée", les catégories des ordres sont : choisir et lancer un sort de Psynergie, choisir et envoyer un Djinn, choisir et lancer une invocation ou choisir et utiliser un objet. Juste après que le joueur ait confirmé tous les ordres à donner, alors la phase "action" du tour commence. Durant cette phase, les personnages et ennemis exécutent des actions à tour de rôle. Durant cette phase le joueur n'a pas à faire de choix. Chaque personnage tente évidemment d'exécuter le ou les ordres assignés par le joueur. Une action menée par un personnage ou un ennemi peut échouer. L'ordre de succession des actions dépend de l'agilité des combattants (ennemis et amis). Certains ennemis aussi peuvent attaquer plusieurs fois. C'est pendant cette phase que la bataille peut être gagnée ou perdue et que l'état des combattants change. Si le combat ne s'est pas terminé pendant cette phase, le joueur peut (à nouveau) choisir de fuir ou d'entamer un nouveau tour de bataille. 
Selon le hasard, un combattant peut exceptionnellement esquiver, porter un coup critique ou porter un "coup spécial" ; "un coup spécial" est une attaque à l'arme que certaines armes (arme magique) peuvent porter, il inflige beaucoup de dégâts et peuvent même changer le statut de la cible (empoisonner l'ennemi par exemple). La fréquence de ce "coup spécial" peut être accru lorsque le personnage est équipé de certains objets.
Les personnages et les ennemis disposent de PV (points de vie) et de PP (points de Psynergie). Chaque sort de Psynergie lancé consomme des PP du lanceur.  Il est possible de récupérer des PP  de plusieurs manières. Ces moyens sont : consommer un objet particulier (comme un "cristal psy"), s'équiper d'objets qui restaurent progressivement les PP pendant un combat, absorber les PP d'ennemis (avec par exemple le sort de Psynergie "drain psy"), marcher ou dormir dans une auberge. Il est aussi possible de récupérer des PV grâce à des objets ou grâce à un sort de Psynergie mais si les PV tombent à zéro, c'est la mort du personnage ou de l'ennemi. Pour terminer le combat victorieusement il faut tuer tous les ennemis du combat tout en gardant au moins un des personnages vivant. Si un personnage meurt, il est possible de le ressusciter durant le combat, mais si tous meurent, le combat se termine par une défaite (du joueur) et l'équipe se réveillera dans le dernier lieu saint visité, en ayant perdu la moitié de l'argent.

### Psynergie
La Psynergie est  l'équivalent de la magie dans Golden Sun. Pour l'utiliser, vous dépenserez des PP (Points de Psynergie). La plupart des Psynergies sont affiliées à un élément particulier, et ne seront donc disponibles que si votre personnage est équipé des Djinn adéquats. Elles servent à combattre les monstres et résoudre des énigmes dans les donjons.

### Système des Djinn
Les Djinn sont des créatures que le joueur peut capturer et attribuer aux personnages pour s'en servir en combat. Il en existe quatre sortes : 
- les Djinn de Mercure associés à l'élément eau. (opposé : feu)
- les Djinn de Mars associés à l'élément feu. (opposé : eau)
- les Djinn de Vénus associés à l'élément terre. (opposé : air)
- les Djinn de Jupiter associés à l'élément air. (opposé : terre)

Il y a un ordre de sensibilité entre les éléments. Les ennemis résistent à l'élément auquel ils sont affiliés et sont vulnérables à l'élément opposé, tandis que les deux autres éléments occasionnent des dégâts normaux. Seules les tentatives permettent de définir les faiblesses d'un ennemi.
Certains Djinn sont récupérés après résolution d'une énigme dans un donjon ou dans une ville et il est souvent nécessaire de les combattre, d'autres sont rencontrés sur la carte du monde à certains endroits plutôt isolés et sont obtenus après un combat obligatoirement. Chaque Djinn, en combat, est sensible à son élément opposé. Les monstres et autres ennemis battus avec des Djinn efficaces contre eux rapportent 30 % d'expérience et d'argent supplémentaire, et éventuellement plus de chances d'obtenir un objet, à noter que pour les humains qui ne sont pas des mystiques, tous Djinns sont efficaces contre eux.
Les Djinn se lient aux personnages via le menu "Djinn" et donnent des bonus de statistiques. Le plus évident est de mettre tous les Djinn du même élément au même personnage, comme tous ceux de Vénus à Vlad, mais les plus curieux ou courageux pourront tenter diverses combinaisons qui donneront des classes, des statistiques et des Psynergies différentes.
En combat, les Djinn peuvent servir à attaquer, à booster le groupe ou à nuire aux monstres (chaque Djinn a un effet différent). Vous pouvez déchaîner les Djinn et choisir une cible. Attention, car ce faisant, vous perdrez vos bonus de liaison et affaiblirez donc votre personnage.
Les Djinn, une fois déchaînés, permettent de lancer de puissantes invocations. Si vous gardez plusieurs Djinn non liés, vous pouvez les invoquer et ainsi infliger de lourds dégâts, notamment aux boss. Les Djinn invoqués seront indisponibles pendant quelques tours. Ce système est à double tranchant car utiliser les mauvais djinn au mauvais moment peut modifier les psynergies en conséquence et par exemple rendre indisponible les soins pendant ces quelques tours.